# Jocelyn Seagrave
Jocelyn Seagrave (Bangkok, 9 settembre 1968) è un'attrice statunitense, con ruoli prevalentemente televisivi.

## Biografia
Dal 1991 al 1994 interpreta il ruolo di Julie Camalletti, la sorella di A.C. Mallet (allora interpretata da Mark Derwin), nella soap opera Sentieri (Guiding Light). Ha lavorato, inoltre, ne Il tempo della nostra vita, nel 1994; in Savannah, nel 1996, e in altre serie con ruoli minori.

## Vita privata
Jocelyn Seagrave si è sposata con il greco-americano Ted Fundoukos nel 1993 con cui ha avuto 2 figli.

## Filmografia

### Cinema
- Moonbase, regia di Paolo Mazzucato (1997)
- Yup Yup Man, regia di Glenn Klinker (2000)
- Sballati d'amore - A Lot Like Love (A Lot Like Love), regia di Nigel Cole (2005) - non accreditata

### Televisione
- Quattro donne in carriera (Designing Women) – serie TV, episodio 4x19 (1990)
- La famiglia Hogan (Valerie) – serie TV, episodio 6x03 (1990)
- Le ragazze della terra sono meglio (They Came from Outer Space) – serie TV, episodio 1x03 (1990)
- Sentieri (Guiding Light) – serial TV, 21 episodi (1991-1994)
- Il tempo della nostra vita (Days of Our Lives) – serial TV, 9 episodi (1994)
- The George Carlin Show – serie TV, episodio 2x07 (1994)
- Due poliziotti a Palm Beach (Silk Stalkings) – serie TV, episodio 4x18 (1995)
- Simon – serie TV, episodio 1x01 (1995)
- Pointman – serie TV, episodi 1x02-2x08 (1995)
- Fascino assassino (If Looks Could Kill), regia di Sheldon Larry – film TV (1996)
- Wings – serie TV, episodio 7x20 (1996)
- Sfida nello spazio (Assault on Dome 4), regia di Gilbert Po – film TV (1996)
- Savannah – serie TV, 4 episodi (1997)
- Pacific Palisades – serie TV, 13 episodi (1997)
- Fantasy Island – serie TV, episodio 1x03 (1998)
- Streghe (Charmed) – serie TV, episodio 1x12 (1999)
- V.I.P. – serie TV, episodio 3x13 (2001)
- Thoughtcrimes - Nella mente del crimine (Thoughtcrimes), regia di Breck Eisner – film TV (2003)

## Doppiatrici italiane
Nelle versioni in italiano delle opere in cui ha recitato, Jocelyn Seagrave è stata doppiata da: 
- Emanuela Pacotto in Sentieri[1]
- Francesca Guadagno In Savannah[2]